# Orobanche lanuginosa
Orobanche lanuginosa là loài thực vật có hoa thuộc họ Cỏ chổi. Loài này được (C.A. Mey.) Beck ex Krylov mô tả khoa học đầu tiên năm 1881.